# Wilson Mootoo
Wilson Mootoo (* 8. dubna 2002, Albion) je mauricijský fotbalista a reprezentant, od roku 2024 hraje za SFC Opava.  

## Klubová kariéra
Mootoo je odchovancem klubu CTN MFA, ve kterém působil mezi lety 2018-2021. Jeho předností je rychlost.

### Cercle de Joachim SC
Dne 30. září 2021 přestoupil do týmu Cercle de Joachim, kde strávil následující 3 roky. 

### SFC Opava
Dne 24. července 2024 přestoupil do svého prvního evropského angažmá. V Opavě podepsal dvouletou smlouvu s možností prodloužení na další rok. Stal se taktéž jediným profesionálním mauriciským fotbalistou v České republice. Debut v dresu Opavy zaznamenal dne 26. července 2024 při domácí remíze se Zbrojovkou Brno 1:1, kdy v poločase střídal Sebastiana Pejšu.

## Reprezentační kariéra
Mootoo taktéž aktivně reprezentuje Mauricius na mezinárodní úrovni. V národním týmu debutoval dne 19. listopadu 2019 v přátelském zápase proti výběru Džibutska, kdy střídal v poločase. Zápas Mauricius prohrál 3:0.

## Biografie
Mootoo se narodil na západě ostrova Mauricia v obci Albion.